# Hypocyrtus
Hypocyrtus är ett släkte av insekter. Hypocyrtus ingår i familjen Pseudophasmatidae.
Kladogram enligt Catalogue of Life:
| Hypocyrtus | \| \| Hypocyrtus substrumosus \| \| \| \| \| \| Hypocyrtus vittatus \| \| \| \| |
|            | \| \| Hypocyrtus substrumosus \| \| \| \| \| \| Hypocyrtus vittatus \| \| \| \| |
|            | Hypocyrtus substrumosus                                                         |
|            |                                                                                 |
|            | Hypocyrtus vittatus                                                             |
|            |                                                                                 |